# GT Advance 2: Rally Racing
GT Advance 2: Rally Racing (conhecido como Advance Rally no Japão) é um jogo de corrida de rally  desenvolvido por MTO e publicado pela THQ para o Game Boy Advance. Ele foi lançado no Japão em 7 de dezembro de 2001, na Europa em 28 de junho de 2002, e na América do Norte em 30 de junho de 2002. Ele é a continuação do GT Advance Championship Racing

## Jogabilidade
GT Advance 2: Rally Racing é um jogo de corrida e carros e ambientes mantenha fiel a uma corrida de rally O jogo contém quinze carros da Japonesa empresas como a Subaru, Suzuki e Mitsubishi. Atualizações não estão disponíveis para os carros, mas é possível afinar-los para caber preferência pessoal.

### Modos de jogo
O jogo tem vários modos diferentes. A parte principal do jogo, "world rally", move o jogador, através de quatorze cursos encontrados em vários locais no mundo. O jogo também tem uma cabeça-de-cabeça de modo contra um amigo com um sistema de ligação, de 15 de licença de testes de familiarizar o leitor com os controles do jogo, um time trial mode, um único modo de corrida, um modo de prática, e um navegador de modo, no qual o jogador dirige o motorista do carro através de botão e d-pad prensas, em vez de dirigir-se.

### Sistema de salvamento
O jogo inclui um grande aperfeiçoamento no sistema de salvamento da edição anterior. No GT Advance Championship Racing, como uma medida de economia de custo, a bateria RAM foi retirado do jogo e foi substituído por uma palavra-passe de sistema em vez de uma incluídos o Japonês versão do jogo. Os críticos citados este o principal problema com a versão Norte-Americana do jogo. GT Advance 2: Rally Racing abordado o problema colocando o normal, guarde o sistema de volta, ganhando o jogo escores mais elevados do que o seu antecessor.

## Recepção
GT Advance 2: Rally Racing, conseguiu mais crítica do que seu antecessor, graças principalmente ao re-inserção do sistema de salvamento. A GameSpot deu ao jogo uma 8.1 / 10 .8 pontos a mais que a edição anterior do jogo. IGN avaliou o jogo como um de 8,4 dos 10, citando a melhoria de sistema de salvamento, e disse: "É uma coisa muito boa THQ aprende com seus erros do passado." GameSpy deu ao jogo um 80 de 100, relatórios, "GT Advance 2 irá manter você entretido por algum tempo." Ela também trouxe a refrescante realismo aspecto das condições meteorológicas que surgem de tempos em tempos, o jogo e exigem que o jogador para sintonizar o seu carro antes de uma corrida. "É um pouco agradável recurso que adiciona uma medida de profundidade para o arcade-experiência de corrida, e ainda é simples o suficiente para qualquer um entender."